# Ptocasius weyersi
Ptocasius weyersi là một loài nhện trong họ Salticidae.
Loài này thuộc chi Ptocasius. Ptocasius weyersi được Eugène Simon miêu tả năm 1885.